# Lijst van voetbalinterlands Bahrein - Colombia
Deze lijst van voetbalinterlands is een overzicht van alle officiële voetbalwedstrijden tussen de nationale teams van Bahrein en Colombia. De landen hebben tot op heden een keer tegen elkaar gespeeld. De eerste ontmoeting was een vriendschappelijke wedstrijd op 26 maart 2015 in Riffa.

## Wedstrijden
| № | Plaats | Datum         | Competitie        | Wedstrijd          | Uitslag |
| - | ------ | ------------- | ----------------- | ------------------ | ------- |
| 1 | Riffa  | 26 maart 2015 | Vriendschappelijk | Bahrein − Colombia | 0 − 6   |

## Samenvatting
| Competitie        | Totaal gespeeld | Winst Bahrein | Gelijk | Winst Colombia | Doelsaldo Bahrein – Colombia |
| ----------------- | --------------- | ------------- | ------ | -------------- | ---------------------------- |
| Vriendschappelijk | 1               | 0             | 0      | 1              | 0 − 6                        |
| Totaal            | 1               | 0             | 0      | 1              | 0 − 6                        |

Wedstrijden bepaald door strafschoppen worden, in lijn met de FIFA, als een gelijkspel gerekend.

## Details

### Eerste ontmoeting
| Vriendschappelijk (Riffa, Bahrein, 26 maart 2015): |              | |
| Bahrein | 0 – 6        | Colombia |
| | goals        | 15' Carlos Bacca 32' 36' Radamel Falcao 59' Adrián Ramos 79' Johan Mojica 82' Andrés Rentería                                                                                                 |
| Marjan Eid | bondscoach   | José Pékerman |
| Sayed Jaffer 68' Waleed Al Hayam Saleh Abdulhameed Faisal Bodahoom 63' Abdulla Al-Haza'a Abdulwahab Al Malood 63' Abdullah Omar Abdulwahab Al Safi Sayed Dhiya 85' Faouzi Aaish Jaycee John Okwunwanne 82' | opstellingen | David Ospina 46' Jeison Murillo Pedro Franco 83' Juan Cuadrado Daniel Bocanegra Darwin Andrade Carlos Sánchez 63' Juan Fernando Quintero 76' Abel Aguilar 72' Radamel Falcao 46' Carlos Bacca |
| Hamad Al Doseri 68' Abdullah Abdi Omar 85' Abdulla Janahi 82' Sami Al Husini 63' Sayed Ahmed 63' | wissels      | 46' Fredy Guarín 46' Adrián Ramos 63' Johan Mojica 72' Andrés Rentería 76' Stefan Medina 83' Edwin Cardona                                                                                    |
| Abdullah Omar 87' | gele kaarten | |
| - Debuut van Darwin Andrade (Standard Luik), Johan Mojica (Real Valladolid) en Andrés Rentería (Santos Laguna) voor Colombia.                                                                              |              | |

BFA · A-internationals · Bondscoaches · Statistieken · Bahreins vrouwenelftal · Bahrein U21 · Bahrein U20 · Bahrein U19 · Bahrein U18 · Bahrein U17
1966 – 1979 · 
1980 – 1989 · 
1990 – 1999 · 
2000 – 2009 · 
2010 – 2019 ·
2020 − 2029
Asian Cup 2004 · 
Asian Cup 2007 · 
Asian Cup 2011
1966 · 
1967 · 1968 · 1969 · 
1970 · 
1971 · 
1972 · 
1973 · 
1974 · 
1975 · 
1976 · 
1977 · 
1978 · 
1979 · 
1980 · 
1981 · 
1982 · 
1983 · 
1984 · 
1985 · 
1986 · 
1987 · 
1988 · 
1989 · 
1990 · 
1991 · 
1992 · 
1993 · 
1994 · 
1995 · 
1996 · 
1997 · 
1998 · 
1999 · 
2000 · 
2001 · 
2002 · 
2003 · 
2004 · 
2005 · 
2006 · 
2007 · 
2008 · 
2009 · 
2010 · 
2011 · 
2012 ·
2013 ·
2014 ·
2015 ·
2016 ·
2017 ·
2018 ·
2019 ·
2020 ·
2021 ·
2022 ·
2023 ·
2024
Albanië ·
Algerije ·
Angola ·
Australië ·
Azerbeidzjan ·
Bangladesh ·
Bosnië en Herzegovina ·
Bukina Faso ·
Burundi ·
Cambodja ·
Canada ·
China ·
Colombia ·
Congo-Kinshasa ·
Curaçao ·
Egypte ·
Filipijnen ·
Finland ·
Guinee ·
Haïti ·
Hongkong ·
IJsland ·
India ·
Indonesië ·
Irak ·
Iran ·
Japan ·
Jemen ·
Jordanië ·
Kaapverdië ·
Kazachstan ·
Kenia ·
Kirgizië ·
Koeweit ·
Letland ·
Libanon ·
Libië ·
Malediven ·
Maleisië ·
Marokko ·
Mauritanië ·
Myanmar ·
Nepal ·
Nieuw-Zeeland ·
Noord-Korea ·
Noord-Macedonië ·
Noorwegen ·
Oeganda ·
Oekraïne ·
Oezbekistan ·
Oman ·
Pakistan ·
Palestina ·
Panama ·
Paraguay ·
Qatar ·
Saoedi-Arabië ·
Servië ·
Singapore ·
Soedan ·
Sri Lanka ·
Syrië ·
Tadzjikistan ·
Taiwan ·
Thailand ·
Togo ·
Trinidad en Tobago ·
Tsjaad ·
Tunesië ·
Turkmenistan ·
Verenigde Arabische Emiraten ·
Vietnam ·
Wit-Rusland ·
Zimbabwe ·
Zuid-Jemen ·
Zuid-Korea ·
Zweden
Colfútbol · A-internationals · Selecties · Statistieken · Bondscoaches · Colombiaans vrouwenelftal · Olympisch elftal · Colombia U20 · Colombia U17
1938 – 1949 ·
1950 – 1959 ·
1960 – 1969 ·
1970 – 1979 ·
1980 – 1989 ·
1990 – 1999 ·
2000 – 2009 ·
2010 – 2019 ·
2020 – 2029
WK 1962 · 
WK 1990 · 
WK 1994 · 
WK 1998 · 
WK 2014 · 
WK 2018
OS 1968 · 
OS 1972 · 
OS 1980 · 
OS 1992 · 
OS 2016
1938 · 
1939 · 1940 · 1941 · 1942 · 1943 · 1944 · 
1946 · 
1947 · 
1948 · 
1949 · 
1950 · 1951 · 1952 · 1953 · 1954 · 1955 · 1956 · 
1957 · 
1958 · 1959 · 1960 · 
1961 · 
1962 · 
1963 · 
1964 · 
1965 · 
1966 · 
1967 · 
1968 · 
1969 · 
1970 · 
1971 · 
1972 · 
1973 · 
1974 · 
1975 · 
1976 · 
1977 · 
1978 · 
1979 · 
1980 · 
1981 · 
1982 · 
1983 · 
1984 · 
1985 · 
1986 · 
1987 · 
1988 · 
1989 · 
1990 ·
1991 · 
1992 · 
1993 · 
1994 · 
1995 · 
1996 · 
1997 · 
1998 · 
1999 · 
2000 · 
2001 · 
2002 · 
2003 · 
2004 · 
2005 · 
2006 · 
2007 · 
2008 · 
2009 · 
2010 · 
2011 · 
2012 · 
2013 · 
2014 · 
2015 · 
2016 · 
2017 ·
2018 ·
2019 ·
2020 ·
2021
Algerije ·
Argentinië ·
Australië ·
Bahrein ·
België ·
Bolivia · 
Brazilië ·
Canada ·
Chili ·
China · 
Costa Rica ·
Cuba ·
DDR ·
Duitsland ·
Ecuador ·
Egypte ·
El Salvador ·
Engeland ·
Finland ·
Frankrijk ·
Griekenland ·
Guatemala · 
Haïti ·
Honduras ·
Hongarije ·
Hongkong ·
Ierland ·
Irak ·
Israël ·
Ivoorkust ·
Jamaica ·
Japan ·
Joegoslavië ·
Jordanië ·
Kameroen ·
Koeweit · 
Liberia · 
Marokko ·
Mexico ·
Montenegro ·
Nederland ·
Nederlandse Antillen ·
Nicaragua ·
Nieuw-Zeeland · 
Nigeria ·
Noord-Ierland ·
Noorwegen ·
Panama ·
Paraguay ·
Peru ·
Polen ·
Puerto Rico ·
Qatar ·
Roemenië ·
Saoedi-Arabië ·
Schotland ·
Senegal ·
Servië ·
Slovenië ·
Slowakije ·
Sovjet-Unie ·
Spanje ·
Trinidad en Tobago ·
Tsjecho-Slowakije ·
Tunesië · 
Turkije · 
Uruguay ·
Venezuela ·
Verenigde Arabische Emiraten · 
Verenigde Staten ·
Zuid-Afrika ·
Zuid-Korea ·
Zweden ·
Zwitserland
Brazilië (2014) ·
Engeland (2018) ·
Griekenland (2014) ·
Ivoorkust (2014) ·
Japan (2014) ·
Japan (2018) ·
Polen (2018) ·
Senegal (2018) ·
Uruguay (2014)